# مقاطعة سانت جونز (فلوريدا)
مقاطعة سانت جونز، فلوريدا (بالإنجليزية: St. Johns County, Florida)‏ هي إحدى مقاطعات ولاية فلوريدا في الولايات المتحدة. ، بلغ عدد سكانها 202188 نسمة في عام 2010 حسب إحصاء مكتب تعداد الولايات المتحدة وتصل الكثافة السكانية فيها 120.5 نسمة/كم2.

## وصلات خارجية
- http://www.sjcfl.us